# (745311) 2010 XC15
(745311) 2010 XC15とはアテン群に属する地球近傍小惑星であり、軌道のほとんどが地球の軌道よりも太陽に近く、潜在的に危険な小惑星 (PHA) にも分類される小惑星である。2010年12月5日にカタリナ・スカイサーベイによる口径 0.68 m のシュミット式望遠鏡を用いた観測で発見された。このときの見かけの等級は17.5等級で発見された。発見から10年以上に渡って仮符号での名称しかなかったが、2024年11月15日に小惑星センターから発行された小惑星電子回報「M.P.C. 178956」にて、小惑星番号745,311番が正式に与えられた。
絶対等級 (H) が21.4等級であることに基づくと、2010 XC15の推定直径は約 200 m とされている。2010 XC15は1976年12月27日に地球から 0.00629 au (940,600 km) の距離まで接近していたことが知られている。この1976年の接近において、2010 XC15の見かけの等級は14等級程度に達したと推定されている。2010 XC15は2022年12月27日にも地球から約 0.00516 au (772,300 km) にまで接近し、軌道の精度をより改良することに成功した。
| 最接近日   | JPL SBDBによる 最接近時の地球中心からの距離 |
| ---------- | ------------------------------------------- |
| 1914-12-27 | 0.00599 au (895,996 km)                     |
| 1976-12-27 | 0.00629 au (940,613 km)                     |
| 2022-12-27 | 0.00516 au (772,315 km)                     |
| 2064-12-26 | 0.00856 au (1,281,263 km)                   |
| 2096-12-27 | 0.00855 au (1,278,487 km)                   |

はるかに長い観測弧を持つ小惑星 2002 JE9 は、1971年4月11日に地球から 0.0015 au (220,000 km; 140,000 mi) の距離を通過したことが知られている。